# Guerrero-Nahuatl
Het Guerrero-Nahuatl is een variant van het Nahuatl dat gesproken wordt door de Nahua, de oorspronkelijke bewoners van het huidige Mexico. De taal behoort tot de Uto-Azteekse taalfamilie. Bij ISO/DIS 639-3 is de code ngu. Er zijn meer dan 100.000 sprekers. 